# 天上掉下大蛋糕
《天上掉下大蛋糕》是意大利儿童文学作家贾尼·罗大里所著的童话小说。

## 序言
四月的一天早晨，罗马郊区特鲁洛（Trullo）镇的上空飘来了一个巨大的黑色圆形物体，把大家都吓坏了。有些人认为是火星人的飞碟，有些人以为世界末日即将来临，军队也为此进入了战备状态！住在特鲁洛镇的保罗和丽塔（Paolo e Rita）兄妹俩，竟意外地捡到了从这个庞然大物身上掉落的一件东西：竟然是一块巧克力！保罗认为这是宇宙飞船上的火星人在向他们表示友好，而丽塔认为它本身是一个蛋糕。为了证明自己才是对的，兄妹前往这个庞然大物降落的地方一探究竟......

## 出版
小说原题La torta in cielo，中文意为“天上的蛋糕”。1964年开始在米兰的《儿童邮报》上连载，1966年出书。
- Gianni Rodari. . Libri per ragazzi 19 (Torino: Einaudi). 1966: 109. ISBN 8806035614 （意大利语）.
- Gianni Rodari. . La collana dei piccoli (Torino: Einaudi Ragazzi). 2009. ISBN 9788879267533 （意大利语）.

## 中文译本
- 罗大里. . 由任溶溶翻译. 上海译文出版社. 1999年. ISBN 9787532722143.
- 詹尼·罗大里. . 全球儿童文学典藏书系. 由任溶溶翻译 (湖南少年儿童出版社). 2008年5月. ISBN 9787535836915.
- 贾尼·罗大里; 皮亚·瓦伦缇尼斯（绘）. . 由任溶溶翻译. 中国少年儿童出版社. 2016年4月. ISBN 9787514829846.
- 贾尼·罗大里. . 由任溶溶 / 向菲 / 殷欣翻译. 中国少年儿童出版社. 2018年3月. ISBN 9787514831535.